# As Tardes da Júlia
 (janvier 2019).
 (janvier 2019).
As Tardes da Júlia (Les après-midis de Júlia) est une émission-débat (talk-show) présentée par Júlia Pinheiro et diffusée en direct sur TVI entre le 10 avril 2007 et le 30 décembre 2010, pour un total de 915 épisodes. Il était diffusé du lundi au vendredi de 14h00 à 17h00, soit un total de trois heures de diffusion.

## Histoire
Le programme relatait plusieurs histoires et thèmes de la société portugaise, tels que des crimes, des mystères, des histoires personnelles, des affaires courantes, entre autres. Pendant les trois heures du programme, Júlia Pinheiro a également organisé le concours Cara ou Coroa , puis Casar et Ganhar, dont les prix correspondaient à plusieurs montants en argent. Le programme comportait également de petits espaces d'humour, sous la responsabilité des acteurs Carlos Areia et Joana Figueira . 
Pendant l'émission du 9 avril 2009, Júlia a offert une copie de son premier roman Não Sei Nada Sobre o Amor (Je Ne Connais Rien a l'Amour) à ses invités, ainsi qu'à tout le public. 
La dernière émission de As Tardes da Júlia a eu lieu le jeudi 30 décembre 2010. En effet la présentatrice quittait la chaine de Queluz de Baixo (TVI) pour celle de Carnadixe (SIC).
Aujourd'hui, le format du programme se poursuit sous le nom de A Tarde é Sua, avec la présentatrice Fátima Lopes, du lundi au vendredi de 16 à 19 heures. 

### Rubriques
- Monde Rose (Mundo Cor-de-Rosa): cette rubrique est présentée occasionnellement et contient des reportages du monde rose dirigé par Júlia Pinheiro et commentés par Cinha Jardim , Duarte Siopa e Pedro Ramos e Ramos.  Ces commentateurs ont des opinions sur la mode et d'autres questions de la société portugaise.
- Faits en direct (Factos em Direto) : Cette rubrique est présentée le vendredi et occupe la troisième partie du programme.  Tout au long de cette heure, Júlia Pinheiro présente l'histoire d'un concurrent (avec des vidéos) qui se soumettra au détecteur de mensonge (polygraphe).  Après les vidéos et l'entretien entre le concurrent et la présentatrice, le répondant répond à un certain nombre de questions et prouve ou non son innocence.

## Audience
La première émission, diffusée le 10 avril 2007, a enregistré 2,8 % de l'audience moyenne et 28,1 % de share. Elle a terminé son dernier numéro avec 4,7 % d'audience moyenne et 30,4 % de share, ce qui représente un total de 1 554 400 téléspectateurs qui ont vu ce dernier numéro du programme.
Au cours de cette période d'émissions régulières, 915 émissions ont été diffusées, ce qui représente 3,2 % de l'audience moyenne et 27,7 % de la part d'audience. d'audience moyenne et 28,6 % de share[Quoi ?].

## Prix
- 2007 : Prix Arc-en-Ciel de l'ILGA Portugal Association[réf. nécessaire]